# Риварес
«Риварес» — радянський телефільм-балет за мотивами роману Етель Войнич «Овід», поставлений на кіностудії «Грузія-фільм» у 1987 році кінорежисером Бідзіною Чхеїдзе і режисером-балетмейстером Олексієм Чичинадзе.

## Сюжет
Фільм створений на основі однойменного балету, поставленого у 1982 році на сцені Московського музичного театру імені К. С. Станіславського і В. І. Немировича-Данченка. Хореографія балету, зробленого в традиціях радянської хореодрами, була побудована на змішуванні класичних балетних рухів і сучасного (для СРСР того часу) танцю.

## У ролях
- Вадим Тедєєв — Артур Бертон/Феліче Риварес (Овід)
- Людмила Рижова — Джемма
- Нугзар  Магалашвілі — кардинал Монтанеллі
- Майя Зурашвілі — циганка Зіта
- Тамаз  Вашакідзе — полковник Феррарі
- Кетіно Бакрадзе — Паола, мати Артура
- Генаді Васадзе — Джованні Болла

## Знімальна група
- Композитор: Сулхан Цинцадзе
- Хореограф: Олексій Чичинадзе
- Режисер: Бідзіна Чхеїдзе
- Сценаристи: Олексій Чичинадзе, Бідзіна Чхеїдзе
- Оператор: Георгій Герсаміа
- Художники: Едуард Лапковський, Марина Соколова